# (84922) 2003 VS2
(84922) 2003 VS2, também escrito como (84922) 2003 VS2, é um objeto transnetuniano que está localizado no Cinturão de Kuiper, uma região do Sistema Solar. Tal como Plutão, ele está em uma ressonância orbital de 2:3 com o planeta Netuno, dando-lhe as propriedades orbitais de um plutino. Ele possui uma magnitude absoluta de 4,2 e tem um diâmetro estimado em cerca de 624 km. O astrônomo Mike Brown lista o mesmo em sua página na internet como sendo altamente provável que este corpo celeste seja um planeta anão. No entanto, Brown acredita que (84922) 2003 VS2 seja muito maior do que se supõe. E a análise da curva de luz questionou o fato de que ele está verdadeiramente em equilíbrio hidrostático.

## Descoberta
(84922) 2003 VS2 foi descoberto no dia 14 de novembro de 2003 pelo programa Near Earth Asteroid Tracking (NEAT).

## Órbita
A órbita de (84922) 2003 VS2 tem uma excentricidade de 0,077 e possui um semieixo maior de 39,603 UA. O seu periélio leva o mesmo a uma distância de 36,457 UA em relação ao Sol e seu afélio a 39,493 UA.